# Bảo tàng lịch sử Seoul
Bảo tàng Lịch sử Seoul là bảo tàng nằm ở Sinmunno 1-ga, Jongno-gu, Seoul, Hàn Quốc.
Seoul là thủ đô của triều đại Joseon, và bảo tàng mô tả sự phát triển của thành phố từ thời tiền sử cho đến nay. Nó minh họa lịch sử Seoul và triển lãm đặc biệt của máy chủ, như là Panoramic Prague.

## Triển lãm
- Panoramic Prague
- Romance of the Three Kingdoms in Korea - Tháng 11 năm 2008[2]